# Expendables: Postradatelní 3
Expendables: Postradatelní 3 je třetí pokračování filmové série, jejíž předchozí části tvoří Expendables: Postradatelní a Expendables: Postradatelní 2. Film režíroval Patrick Hughes a scénář napsali Creighton Rothenberger, Katrin Benedikt, a Sylvester Stallone.

## Děj
Ve třetím pokračování akční série musí Barney Ross (Sylvester Stallone) čelit hříchům z minulosti - Conrad Stonebanks (Mel Gibson), který spolu s Barneym spoluzaložil tým Expendables, chce pomstu. Stonebanks se totiž stal nemilosrdným obchodníkem se zbraněmi a Barney ho měl zlikvidovat, ale to se mu nepovedlo. Nyní čeká Expendables nejosobnější bitva, jaké museli kdy čelit.

## Obsazení
| Sylvester Stallone    | Barney Ross, vůdce Postradatelných         |
| Jason Statham         | Lee Christmas, specialista na sečné zbraně |
| Antonio Banderas      | Galgo, žoldák                              |
| Jet Li                | Yin Yang, specialista na boj zblízka       |
| Wesley Snipes         | Doc, zdravotník                            |
| Dolph Lundgren        | Gunnar Jensen, válečný sniper              |
| Kelsey Grammer        | Bonaparte, žoldák ve výslužbě              |
| Terry Crews           | Hale Caesar, specialista na velké zbraně   |
| Randy Couture         | Toll Road, demoliční expert                |
| Kellan Lutz           | John Smilee, vůdce mladých Expendables     |
| Ronda Rouseyová       | Luna, vyhazovačka v baru, žoldák           |
| Glen Powell           | Thorn, hacker, žoldák                      |
| Victor Ortiz          | Mars, expert na zbraně nové generace       |
| Mel Gibson            | Conrad Stonebanks, obchodník se zbraněmi   |
| Harrison Ford         | Max Drummer, agent CIA                     |
| Arnold Schwarzenegger | Trench Mauser, žoldák                      |
| Robert Davi           | Goran Vata, mafián                         |